# El Carrizalillo, San Luis Potosí
El Carrizalillo är en ort i Mexiko.   Den ligger i kommunen Santa Catarina och delstaten San Luis Potosí, i den centrala delen av landet, 230 km norr om huvudstaden Mexico City. El Carrizalillo ligger 882 meter över havet och antalet invånare är 295.
Terrängen runt El Carrizalillo är kuperad. Runt El Carrizalillo är det ganska glesbefolkat, med 23 invånare per kvadratkilometer. Närmaste större samhälle är San Diego, 6,2 km sydväst om El Carrizalillo. I omgivningarna runt El Carrizalillo växer huvudsakligen savannskog.